# Víctor Ibarbo
Víctor Ibarbo (sinh ngày 19 tháng 5 năm 1990) là một cầu thủ bóng đá người Colombia.

## Đội tuyển bóng đá quốc gia Colombia
Víctor Ibarbo thi đấu cho đội tuyển bóng đá quốc gia Colombia từ năm 2010-2015.

## Thống kê sự nghiệp
| Đội tuyển bóng đá Colombia | Đội tuyển bóng đá Colombia | Đội tuyển bóng đá Colombia |
| Năm                        | Trận                       | Bàn                        |
| -------------------------- | -------------------------- | -------------------------- |
| 2010                       | 4                          | 0                          |
| 2011                       | 0                          | 0                          |
| 2012                       | 0                          | 0                          |
| 2013                       | 2                          | 1                          |
| 2014                       | 6                          | 0                          |
| 2015                       | 3                          | 0                          |
| Tổng cộng                  | 15                         | 1                          |